# 당그리가

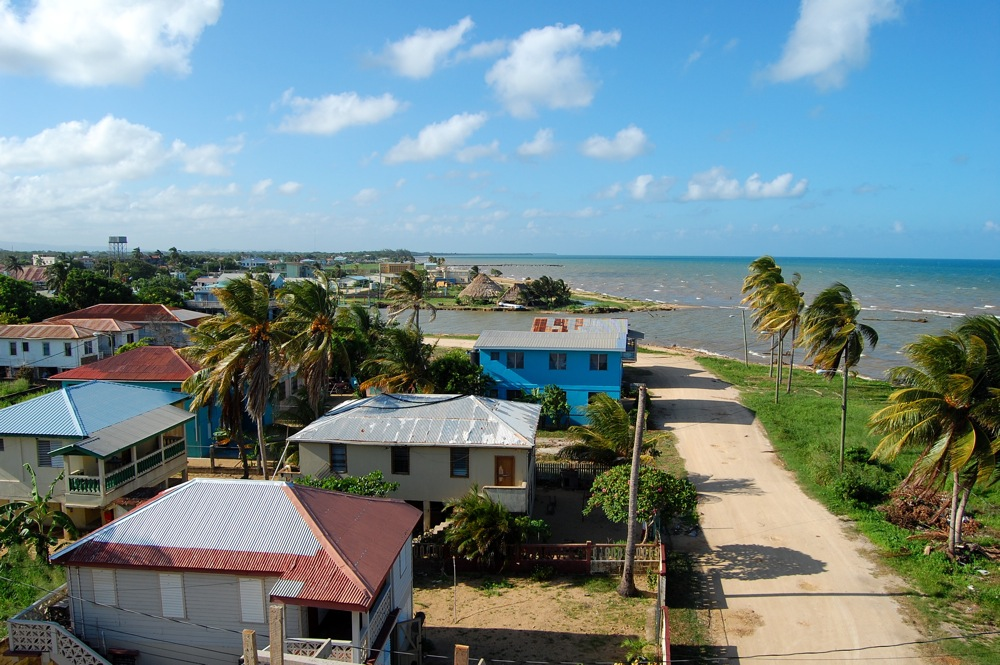
당그리가

당그리가(영어: Dangriga)는 벨리즈 남부에 위치한 도시로 스탠크리크 구의 행정 중심지이며 인구는 9,593명(2010년 기준)이다. 과거에는 스탠크리크타운(Stann Creek Town)이라는 이름으로 부르기도 했다. 벨리즈 남부에서 큰 도시이며 카리브해 연안과 접한다.